# Teresin
Teresin è un comune rurale polacco del distretto di Sochaczew, nel voivodato della Masovia.
Ricopre una superficie di 87,98 km² e nel 2004 contava 11 114 abitanti.
Luoghi di interesse
- Niepokalanów (la Città dell'Immacolata). Centro di spiritualità e Convento francescano edificato da San Massimiliano Kolbe nel 1927 su un terreno donato dal principe Jan Drucki-Lubecki. Luogo di pellegrinaggio internazionale, dal 1980 ha il titolo e i privilegi di basilica minore.